# Odorrana
Odorrana is een geslacht van kikkers uit de familie echte kikkers (Ranidae).
De groep werd voor het eerst wetenschappelijk beschreven door Liang Fei, Chang-yuan Ye en Yong-zhao Huang in 1990. Er zijn 58 soorten, inclusief recentelijk beschreven kikkers zoals de pas in 2016 beschreven Odorrana mutschmanni.
Alle soorten komen voor in delen van Azië. De verschillende soorten komen voor in de landen en deelgebieden Borneo, China, India, Japan, Malakka, Maleisië, Sumatra en Thailand.

## Soorten
Geslacht Odorrana
- Soort Odorrana absita
- Soort Odorrana amamiensis
- Soort Odorrana andersonii
- Soort Odorrana anlungensis
- Soort Odorrana aureola
- Soort Odorrana bacboensis
- Soort Odorrana banaorum
- Soort Odorrana bolavensis
- Soort Odorrana cangyuanensis
- Soort Odorrana chapaensis
- Soort Odorrana chloronota
- Soort Odorrana exiliversabilis
- Soort Odorrana fengkaiensis
- Soort Odorrana geminata
- Soort Odorrana gigatympana
- Soort Odorrana grahami
- Soort Odorrana graminea
- Soort Odorrana hainanensis
- Soort Odorrana hejiangensis
- Soort Odorrana hosii
- Soort Odorrana huanggangensis
- Soort Odorrana indeprensa
- Soort Odorrana ishikawae
- Soort Odorrana jingdongensis
- Soort Odorrana junlianensis
- Soort Odorrana khalam
- Soort Odorrana kuangwuensis
- Soort Odorrana leporipes
- Soort Odorrana lipuensis
- Soort Odorrana livida
- Soort Odorrana lungshengensis
- Soort Odorrana macrotympana
- Soort Odorrana margaretae
- Soort Odorrana mawphlangensis
- Soort Odorrana monjerai
- Soort Odorrana morafkai
- Soort Odorrana mutschmanni
- Soort Odorrana nanjiangensis
- Soort Odorrana narina
- Soort Odorrana nasica
- Soort Odorrana nasuta
- Soort Odorrana orba
- Soort Odorrana rotodora
- Soort Odorrana schmackeri
- Soort Odorrana sinica
- Soort Odorrana splendida
- Soort Odorrana supranarina
- Soort Odorrana swinhoana
- Soort Odorrana tianmuii
- Soort Odorrana tiannanensis
- Soort Odorrana tormota
- Soort Odorrana trankieni
- Soort Odorrana utsunomiyaorum
- Soort Odorrana versabilis
- Soort Odorrana wuchuanensis
- Soort Odorrana yentuensis
- Soort Odorrana yizhangensis
- Soort Odorrana zhaoi

Abavorana · 
Amnirana · 
Amolops · 
Babina · 
Chalcorana · 
Clinotarsus · 
Glandirana · 
Huia · 
Humerana · 
Hydrophylax · 
Hylarana · 
Indosylvirana · 
Lithobates · 
Meristogenys · 
Odorrana · 
Papurana · 
Pelophylax · 
Pseudorana · 
Pterorana · 
Pulchrana · 
Rana · 
Sanguirana · 
Staurois · 
Sylvirana